# Alulim
Alulim (griechisch Aloros) war in der sumerischen Königsliste der Name des ersten vorsintflutlich-göttlichen Königs von Eridu (heute Abu Schahrein im Irak). Seine Regierungszeit betrug gemäß WB 62 18 SAR und vier NER (67.200 göttliche Jahre). In anderen Auflistungen sind teilweise andere Regierungslängen angegeben. Berossos nennt für Alulim als „Aloros“ eine Herrscherzeit von 36.000 göttlichen Jahren.
Ob es sich bei ihm um eine historische oder legendäre Gestalt handelt, ist umstritten. In den sumerischen Mythen ist er der erste König von Sumer. Sofern es sich bei ihm um eine historische Gestalt handelt, so ist seine Regierungszeit sicher vor 2900 v. Chr. anzusetzen.